# Помпа (процесія)
Пóмпа (грец. πομπή — «урочиста процесія») — процесія релігійного характеру, пов'язана з жертвопринесенням у святилищі божества. Найвідоміші помпи відбувалися під час великих панафіней та елевсінських містерій.
У Стародавньому Римі помпи влаштовували і на аренах амфітеатрів у день гладіаторських ігор перед початком боїв.
Переносно — урочистість, розкішність, розраховані на зовнішній ефект.